# Золота лінія (MARTA)
Золота лінія (MARTA) (англ. Gold Line (MARTA)) — одна з чотирьох ліній метрополітену Атланти.

## Історія
Лінія ділить центральну та південну ділянку з Червоною лінією, після 20:30 спільну ділянку обслуговують потяги лише Золотої лінії. 
Спочатку лінія мала назву Північний схід — Південь, в 2009 році MARTA перейменувала свої лінії. З жовтня 2009 року лінія отримала назву Жовта лінія, але це викликало протести у американців азійського походження, що компактно мешкають у районах, де  проходить лінія. Назва Жовта лінія їм здалася образливою, тому вже у лютому наступного року лінія була перейменована на Золоту.

## Станції
Станції з північного сходу на південь, червоним показана спільні з Червоною лінією.
| Золота лінія    |                                                             |                                                                                                |                                      |                                                             |                 |        |
| Спільна ділянка | Станція                                                     | Пересадка                                                                                      | Розташування                         | Тип                                                         | Дата відкриття  | Вигляд |
|                 | «Доравілль» (англ. Doraville)                               | Автобуси № 25, 39, 104, 124                                                                    | Місто Доравілль, округ Декальб       | Естакадна з острівною платформою                            | 29 грудня 1992  |        |
|                 | «Чамблі» (англ. Chamblee)                                   | Автобуси № 19, 33, 47, 103, 126, 132                                                           | Місто Чамблі, округ Декальб          | Естакадна з острівною платформою                            | 19 грудня 1987  |        |
|                 | «Брукхейвен/Огліфорф» (англ. Brookhaven/Oglethorpe)         | Автобуси № 8, 25, 47                                                                           | Місто Брукхевен, округ Декальб       | Естакадна з острівною платформою                            | 15 грудня 1984  |        |
|                 | «Ленокс» (англ. Lenox)                                      | Автобуси № 16, 25, 110                                                                         | Іст-Пейс Феррі-роуд, Атланта         | Підземна з острівною платформою                             | 15 грудня 1984  |        |
|                 | «Ліндберг-центр» (англ. Lindbergh Center)                   | Автобуси № 5, 6, 27, 30, 33, 39                                                                | Підмонт-роуд, Атланта                | Наземна з однією острівною та однією береговою платформами  | 15 грудня 1984  |        |
|                 | «Центр мистецтв» (англ. Arts Center)                        | Автобуси № 37, 40, 110, також безкоштовний автобус до залізничної станції Amtrak               | Вест Пічтрі-стріт, Атланта           | Підземна з острівною платформою                             | 18 грудня 1982  |        |
|                 | «Мідтаун» (англ. Midtown)                                   | Автобуси № 12, 14, 27, 36, 99, 109                                                             | Тенф-стріт, Атланта                  | Підземна з береговими платформами                           | 18 грудня 1982  |        |
|                 | «Норт-авеню» (англ. North Avenue)                           | Автобуси № 2, 51, 99, 102                                                                      | Вест Пічтрі-стріт, Атланта           | Підземна з береговими платформами                           | 4 грудня 1981   |        |
|                 | «Сівік-центр» (англ. Civic Center)                          | Міжміські автобуси Мегабас                                                                     | Вест Пічтрі-стріт, Атланта           | Підземна з береговими платформами                           | 4 грудня 1981   |        |
|                 | «Пічтрі-центр» (англ. Peachtree Center)                     | Автобус № 40 та трамвайна лінія                                                                | Пічтрі-стріт, Атланта                | Підземна з острівною платформою                             | 11 вересня 1982 |        |
|                 | «Файв-Пойнтс» (англ. Five Points)                           | Пересадна на Блакитну та Зелену лінії метро. Автобуси № 3, 13, 16, 26, 32, 42, 49, 55, 74, 186 | Броад-стріт, Атланта                 | Підземна з однією острівною та двома береговими платформами | 4 грудня 1981   |        |
|                 | «Гарнетт» (англ. Garnett)                                   | Немає                                                                                          | Пічтрі-стріт, Атланта                | Естакадна з острівною платформою                            | 4 грудня 1981   |        |
|                 | «Вест-Енд» (англ. West End)                                 | Автобуси № 40, 58, 68, 71, 81, 94, 95, 155                                                     | Лі-стріт, Атланта                    | Естакадна з береговими платформами                          | 11 вересня 1982 |        |
|                 | «Окленд-Сіті» (англ. Oakland City)                          | Автобуси № 79, 83, 162, 172                                                                    | Лі-стріт, район Окленд Сіті, Атланта | Наземна з острівною платформою                              | 15 грудня 1984  |        |
|                 | «Лейквуд / Форт МакФерсон»(англ. Lakewood / Fort McPherson) | Автобуси № 42, 178, 183, 191, 194, 295                                                         | Лі-стріт, Атланта                    | Наземна з острівною платформою                              | 15 грудня 1984  |        |
|                 | «Іст-поїнт» (англ. East Point)                              | Автобуси № 78, 79, 81, 84, 93, 181, 192, 193                                                   | Місто Іст-Поїнт                      | Наземна з острівною платформою                              | 16 серпня 1986  |        |
|                 | «Колледж-парк» (англ. College Park)                         | Автобуси № 82, 89, 93, 172, 180, 189, 195, 196                                                 | Місто Колледж-парк, округ Фултон     | Наземна з острівною платформою                              | 18 червня 1988  |        |
|                 | «Аеропорт» (англ. Airport)                                  | Автобус № 191                                                                                  | Аеропорт Гартсфілд-Джексон           | Естакадна з острівною платформою                            | 18 червня 1988  |        |

## Режим роботи
- По буднях перший потяг від станції «Аеропорт» вирушає о 4:45, останній у 1:18. Перший потяг від станції «Доравілль» вирушає о 4:45, останній о 1:21.
- У вихідні перший потяг від станції «Аеропорт» вирушає о 6:00. останній у 1:00. Перший потяг від станції «Доравілль» вирушає о 5:55, останній  у 1:15.